# Rio Inauini
Rio Inauini är ett vattendrag i Brasilien.   Det ligger i delstaten Amazonas, i den västra delen av landet, 2 300 km väster om huvudstaden Brasília.
I omgivningarna runt Rio Inauini växer i huvudsak städsegrön lövskog. Trakten runt Rio Inauini är nära nog obefolkad, med mindre än två invånare per kvadratkilometer.